# Papp György (képzőművész)
Papp György (Békéscsaba, 1936. július 27. – Szeged, 2020. november 7.) magyar grafikusművész.

## Életpályája
Tanulmányait 1955 és 1958 között a szegedi Pedagógiai Főiskolán, majd 1969 és 1972 között a Magyar Képzőművészeti Főiskolán végezte. 1955-ben Szegedre költözött és a Juhász Gyula Tanárképző Főiskola rajz-művészettörténeti tanszékének adjunktusa lett. 1960 óta kiállító művész. A Kincskereső című folyóirat illusztrátora. 1996-tól főiskolai tanár. 2006-tól magister emeritus. 2020. november 7-én Szegeden hunyt el.

## Stílusa
„Linómetszeteire, tollrajzaira, tűzzománc kompozícióira, táblaképeire egyaránt jellemző az epikus hajlam és a szabad asszociációnak is teret hagyó szürreális látásmód. Művészi programja az ősi kultúrák formakincsének, a folklór tradícióinak átörökítése a korszerű vizualitás nyelvezetébe. Következetesen egyéni formanyelvét a népművészeti hagyományok és az egyetemes képzőművészet eszköztárának sajátos szintézise jellemzi.”

## Szervezeti tagságai
1972-től a MAOE, 1992-től az MKISZ és a Magyar Grafikusművészek Szövetsége tagja.

## Díjai, elismerései
- 1970 • a szegedi XI. Nyári Tárlat díja
- 1971 • a békéscsabai XIV. Alföldi Tárlat díja
- 1973, 1979 • Ceglédi Kisgrafikai Kiállítás díja
- 1986 • Székely Bertalan-emlékérem
- 1987 • Csongrád Megyei Tanács Alkotói díja
- 1991 • Szegedi Szépmíves Céh díja
- 1997 • Apáczai Csere János-díj
- 2001 • Szeged Kultúrájáért díj
- 2002 • Szeged város alkotói díja
- 2005 • Szegedi Nyári Tárlat – közönségdíj
- 2006 • Szeged Megyei Jogú Város alkotói díja
- 2006 • Táblaképfestészeti Biennálé közönségdíja.

## Művei közgyűjteményekben
- Kass Galéria, Budapest
- Kecskeméti Cifrapalota műgyűjteménye, Kecskemét
- Kecskeméti Nemzetközi Zománcművészeti Alkotóműhely gyűjteménye, Kecskemét
- Likovni Sustret, Szabadka
- Magyar Grafikáért Alapítvány, Budapest
- Magyar Nemzeti Galéria, Budapest
- Mezőtúr művésztelep, Mezőtúr
- Móra Ferenc Múzeum, Szeged
- Munkácsy Mihály Múzeum, Békéscsaba
- Nemzeti Történeti Emlékpark, Ópusztaszer
- Szeged Megyei Jogú Város gyűjteménye, Csongrád Megyei Önkormányzat gyűjteménye, Szeged
- Tornyai János Múzeum, Hódmezővásárhely
- Xántus János Múzeum, Győr